# WNBA Draft 2024
Der WNBA Draft 2024 war die 28. Talentziehung der Women’s National Basketball Association und fand am 15. April 2024 in der Brooklyn Academy of Music in Brooklyn statt. Zum ersten Mal seit dem WNBA Draft 2016 waren wieder Zuschauer zugelassen. Wie im Vorjahr wurde der gesamte Draft landesweit auf ESPN ausgestrahlt.

## Draft-Lotterie
Die Auslosung zur Bestimmung der Auswahlreihenfolge der ersten vier Plätze fand am 10. Dezember 2023 statt und wurde landesweit live auf ESPN übertragen. Für die Lotterie qualifizierten sich die folgenden vier Teams, die in der Saison 2023 nicht an den Playoffs teilgenommen hatten: Indiana Fever, Phoenix Mercury, Los Angeles Sparks und Seattle Storm.
| Lotteriechancen    | Lotteriechancen    | Lotteriechancen |
| Team               | Bilanzen 2022/2023 | Gewinnchance    |
| ------------------ | ------------------ | --------------- |
| Indiana Fever      | 18–58              | 44,2 %          |
| Phoenix Mercury    | 24–52              | 27,6 %          |
| Los Angeles Sparks | 30–46              | 17,8 %          |
| Seattle Storm      | 33–43              | 10,4 %          |

Die Indiana Fever gewannen die Lotterie zum zweiten Mal in der Geschichte der Franchise und erhielten wie im Vorjahr den ersten Draft-Pick. Die weitere Reihenfolge sah wie folgt aus: Los Angeles Sparks, Phoenix Mercury und Seattle Storm.

## WNBA Draft
In den drei Runden des WNBA Draft 2024 wurden am 15. April 2024 die folgenden 36 Spielerinnen ausgewählt:

### Runde 1
| Pick | Spielerin       | Nationalität       | WNBA-Team                                                | College / Profiverein         |
| ---- | --------------- | ------------------ | -------------------------------------------------------- | ----------------------------- |
| 1    | Caitlin Clark   | Vereinigte Staaten | Indiana Fever                                            | Iowa                          |
| 2    | Cameron Brink   | Vereinigte Staaten | Los Angeles Sparks                                       | Stanford                      |
| 3    | Kamilla Cardoso | Brasilien          | Chicago Sky (von Phoenix)                                | South Carolina                |
| 4    | Rickea Jackson  | Vereinigte Staaten | Los Angeles Sparks (von Seattle)                         | Tennessee                     |
| 5    | Jacy Sheldon    | Vereinigte Staaten | Dallas Wings (von Chicago)                               | Ohio State                    |
| 6    | Aaliyah Edwards | Kanada             | Washington Mystics                                       | UConn                         |
| 7    | Angel Reese     | Vereinigte Staaten | Chicago Sky (von Minnesota)                              | LSU                           |
| 8    | Alissa Pili     | Vereinigte Staaten | Minnesota Lynx (von Chicago via Atlanta via Los Angeles) | Utah                          |
| 9    | Carla Leite     | Frankreich         | Dallas Wings                                             | Tarbes (Frankreich)           |
| 10   | Leïla Lacan     | Frankreich         | Connecticut Sun                                          | Angers (Frankreich)           |
| 11   | Marquesha Davis | Vereinigte Staaten | New York Liberty                                         | Ole Miss                      |
| 12   | Nyadiew Puoch   | Australien         | Atlanta Dream (von Las Vegas via Los Angeles)            | Southside Flyers (Australien) |

### Runde 2
| Pick | Spielerin        | Nationalität               | WNBA-Team                        | College / Profiverein           |
| ---- | ---------------- | -------------------------- | -------------------------------- | ------------------------------- |
| 13   | Brynna Maxwell   | Vereinigte Staaten         | Chicago Sky (von Phoenix)        | Gonzaga                         |
| 14   | Nika Mühl        | Kroatien                   | Seattle Storm                    | UConn                           |
| 15   | Celeste Taylor   | Vereinigte Staaten         | Indiana Fever                    | Ohio State                      |
| 16   | Dyaisha Fair     | Vereinigte Staaten         | Las Vegas Aces (von Los Angeles) | Syracuse                        |
| 17   | Esmery Martínez  | Dominikanische Republik    | New York Liberty (von Chicago)   | Arizona                         |
| 18   | Kate Martin      | Vereinigte Staaten         | Las Vegas Aces (von Washington)  | Iowa                            |
| 19   | Taiyanna Jackson | Vereinigte Staaten         | Connecticut Sun (von Minnesota)  | Kansas                          |
| 20   | Isobel Borlase   | Australien                 | Atlanta Dream                    | Adelaide Lightning (Australien) |
| 21   | Kaylynne Truong  | Vereinigte Staaten Vietnam | Washington Mystics (von Dallas)  | Gonzaga                         |
| 22   | Helena Pueyo     | Spanien                    | Connecticut Sun                  | Arizona                         |
| 23   | Jessika Carter   | Vereinigte Staaten         | New York Liberty                 | Mississippi State               |
| 24   | Elizabeth Kitley | Vereinigte Staaten         | Las Vegas Aces                   | Virginia Tech                   |

### Runde 3
| Pick | Spielerin        | Nationalität       | WNBA-Team                     | College / Profiverein    |
| ---- | ---------------- | ------------------ | ----------------------------- | ------------------------ |
| 25   | Charisma Osborne | Vereinigte Staaten | Phoenix Mercury               | UCLA                     |
| 26   | Mackenzie Holmes | Vereinigte Staaten | Seattle Storm                 | Indiana                  |
| 27   | Leilani Correa   | Vereinigte Staaten | Indiana Fever                 | Florida                  |
| 28   | McKenzie Forbes  | Vereinigte Staaten | Los Angeles Sparks            | USC                      |
| 29   | Jaz Shelley      | Australien         | Phoenix Mercury (von Chicago) | Nebraska                 |
| 30   | Nastja Claessens | Belgien            | Washington Mystics            | Castors Braine (Belgien) |
| 31   | Kiki Jefferson   | Vereinigte Staaten | Minnesota Lynx                | Louisville               |
| 32   | Matilde Villa    | Italien            | Atlanta Dream                 | Reyer Venezia (Italien)  |
| 33   | Ashley Owusu     | Vereinigte Staaten | Dallas Wings                  | Penn State               |
| 34   | Abbey Hsu        | Vereinigte Staaten | Connecticut Sun               | Columbia                 |
| 35   | Kaitlyn Davis    | Vereinigte Staaten | New York Liberty              | USC                      |
| 36   | Angel Jackson    | Vereinigte Staaten | Las Vegas Aces                | Jackson State            |